# Gemini (chatbot)
Gemini, vroeger Bard genoemd, is een chatbot voor conversatie met kunstmatige intelligentie op basis van LaMDA.

## Geschiedenis
Bard werd bij de aankondiging op 6 februari 2023 alleen ter beschikking gesteld van een selecte groep externe "vertrouwde testers", in afwachting van een brede release, gepland voor eind februari 2023. Alphabets bestuursvoorzitter Sundar Pichai beschreef hoe Bard zou worden geïntegreerd in Google Zoeken, en het bedrijf werkt aan de integratie van Bard in Chromebook. De technologie werd ontwikkeld onder de codenaam "Atlas", met de naam "Bard" als verwijzing naar de Keltische term voor een verhalenverteller of zanger, gekozen om "het creatieve karakter van het algoritme eronder te weerspiegelen". Bij een demonstratie op 8 februari gaf Bard echter een fout antwoord over astronomie. Zodra dit bekend raakte, werd Google afgestraft op de beurs. Volgens medewerkers van Google was de introductie “te haastig” verlopen.
Op 13 juli 2023 werd Bard ook beschikbaar gesteld in de Europese Unie.
Bard wordt beschouwd als Googles antwoord op het succes van taalmodellen als ChatGPT en Bing. In september 2023 introduceerde Bard nieuwe integraties met Gmail, Docs en Drive, waardoor gebruikers direct informatie uit deze platforms kunnen halen.
Bard was op 6 december 2023 beschikbaar in 40 talen, waaronder: Engels, Japans, Koreaans, Arabisch, Bahasa (Indonesisch), Bengaals, Bulgaars, Chinees (vereenvoudigd / traditioneel), Deens, Duits, Estisch, Farsi, Fins, Frans, Grieks, Gujarati, Hebreeuws, Hindi, Hongaars, Italiaans, Kannada, Kroatisch, Lets, Litouws, Malayalam, Marathi, Nederlands, Noors, Oekraïens, Pools, Portugees, Roemeens, Russisch, Servisch, Sloveens, Slowaaks, Spaans, Swahili, Tamil, Telugu, Thai, Tsjechisch, Turks, Urdu, Vietnamees en Zweeds.
Op 8 februari 2024 werd de naam veranderd naar Gemini. Er werd een mobiele app gelanceerd op Android en de service werd geïntegreerd in de Google-app op iOS. Op Android zagen gebruikers die de app downloadden dat Gemini Assistant verving als de standaard virtuele assistent van hun apparaat, hoewel Assistant een op zichzelf staande service bleef. Google lanceerde ook "Gemini Advanced with Ultra 1.0", beschikbaar via een "Google One AI Premium"-abonnement, nam Gemini op in zijn Berichten-app op Android en kondigde een samenwerking aan met Stack Overflow.